# Дзержислав (Великопольське воєводство)
Дзержислав (пол. Dzierżysław) — село в Польщі, у гміні Скульськ Конінського повіту Великопольського воєводства.
Населення — 181 особа (2011).
У 1975-1998 роках село належало до Конінського воєводства.

## Демографія
Демографічна структура станом на 31 березня 2011 року:
|          | Загалом | Допрацездатний вік | Працездатний вік | Постпрацездатний вік |
| -------- | ------- | ------------------ | ---------------- | -------------------- |
| Чоловіки | 98      | 23                 | 63               | 12                   |
| Жінки    | 83      | 17                 | 46               | 20                   |
| Разом    | 181     | 40                 | 109              | 32                   |